# ATP Challenger Brescia
Das ATP Challenger Brescia (offizieller Name: Internationali Città di Brescia) war ein Tennisturnier in Brescia, das von 2014 bis 2017 ausgetragen wurde. Es war Teil der ATP Challenger Tour und wurde in der Halle auf Hartplatz gespielt. Illja Martschenko war mit je einem Titel in Einzel und Doppel Rekordsieger des Turniers.

## Liste der Sieger

### Einzel
| Jahr | Sieger            | Finalgegner       | Ergebnis        |
| ---- | ----------------- | ----------------- | --------------- |
| 2017 | Lukáš Lacko       | Laurynas Grigelis | 6:1, 6:2        |
| 2016 | Luca Vanni        | Laurynas Grigelis | 6:75, 6:4, 7:68 |
| 2015 | Igor Sijsling     | Mirza Bašić       | 6:4, 6:4        |
| 2014 | Illja Martschenko | Farrux Doʻstov    | 6:4, 5:7, 6:2   |

### Doppel
| Jahr | Sieger                              | Finalgegner                     | Ergebnis  |
| ---- | ----------------------------------- | ------------------------------- | --------- |
| 2017 | Sander Arends Sander Gillé          | Luca Margaroli Sam Weissborn    | 6:2, 6:3  |
| 2016 | Michail Jelgin Alexander Kudrjawzew | Wesley Koolhof Matwé Middelkoop | 7:64, 6:3 |
| 2015 | Ilija Bozoljac Igor Zelenay         | Mirza Bašić Nikola Mektić       | 6:0, 6:3  |
| 2014 | Illja Martschenko Denys Moltschanow | Roman Jebavý Błażej Koniusz     | 7:64, 6:3 |